# Martin Dvořák (tanečník)
Martin Dvořák (* 23. ledna 1979 Brno) je český tanečník, choreograf, režisér a pedagog. Mezinárodní kritikou je označovaný za tanečního chameleona, jehož pohybový a výrazový rejstřík se rozprostírá od klasických, neoklasických přes moderní až po současné a alternativní směry baletu, tance, tanečního a hudebního divadla a performing arts. Obsáhlá je i jeho činnost autorská, publikační, organizátorská. V roce 2004 spoluzaložil mezinárodní workshop festival ProART, jehož je dodnes ředitelem. Od roku 2005 je uměleckým vedoucím a současně manažerem tanečně-divadelního souboru ProART Company.

## Život
Narodil se v Brně v roce 1979, kde rovněž vystudoval Taneční konzervatoř (1997). Již během studia byl angažován v Baletu Národního divadla v Brně, po absolutoriu pak krátce působil v Laterně Magice v Praze a Pražském komorním baletu / Baletu Praha. V tomto období byl též nominován na Cenu Thálie za roli Svědomí v baletu Hirošima Libora Vaculíka.

## Tvorba
Od roku 2001 žije a převážně tvoří v zahraničí. Jako sólista byl angažován ve Volksoper Wien / Tanztheater Wien, Baletu Bern, Tanečním divadle Tiroler Landestheater v Innsbrucku a Baletu Landestheater Linz v Rakousku, kde byl kmenovým členem souboru a protagonistou titulních a hlavních rolí velkých dějových moderních baletů mj. Coppélia, Sissi, Salome, Buster Keaton, Louskáček a myší král, Lorenzaccio, Bernarda Alba, Fidelio, Michelangelo, Rumi, Šípková Růženka, Anna Karenina a další.
Jako host působil rovněž v Magyar Festival Ballet v Budapešti, německých ansámblech Ballett Vorpommern, Stadttheater Fürth / Nürnberg, Staatstheater Darmstadt, Staatstheater Kassel a především pak v English National Opera v Londýně, irském Fabulous Beast Dance Theatre a rakouských Tanztheater Homunculus, Tanz Company Gervasi či renomovaných operních domech Theater an der Wien / Kammeroper Wien, Oper Graz, Oper Frankfurt, Theater Regensburg, Oper Koeln, Wiener Staastoper, Teatro Regio Torino či Národní divadlo v Praze. Zde se "přehrál" k žánru současného abstraktního tance a alternativním formám tanečního a pohybového divadla. Doposud pracoval s bezmála 50 mezinárodními choreografy na více než 120 projektech, sám jich vytvořil již přes čtyřicet. Spolupracoval také s mezinárodními operními režiséry mj. Brigitte Fassbaender, Rainer Mennicken, Matthias Davids, Karl Sibelius, Jean Renshaw, Karel Drgáč, Eva-Maria Höckmayr, Ivan Alexandre a dalšími.
Po celou dobu svého zahraničního působení si udržuje kontakt s českou scénou v podobě uměleckého vedení Mezinárodního Workshop Festivalu ProART se zaměřením na propojování a hledání společných cest pro tanec, zpěv, herectví a fotografii, a rovněž stejnojmenného souboru ProART Company, který se ve své dramaturgii nízkorozpočtových projektů zaměřuje na nové choreografické koncepty pro vážnou hudbu, literární předlohy a sociální témata dnešní doby. Jako choreograf a režisér prezentoval svou tvorbu v Rakousku, Německu, Francii, na Slovensku, v Polsku, Maďarsku, Portugalsku, Itálii, Izraeli, Jižní Koreji, v Keni, v Anglii a na Maltě.
V roce 2012 absolvoval studijní pobyt jógy v Indii. V roce 2013 posléze dokončil magisterské studium pohybového výzkumu na Anton Bruckner Privat Universität v Linzi. Žije ve Vídni a v Brně.